# پامیدی
پامیدی (به انگلیسی: Pamidi) یک منطقهٔ مسکونی در هند است که در Pamidi mandal واقع شده‌است. پامیدی ۳۱٫۵۶ کیلومتر مربع مساحت و ۲۶٬۸۸۶ نفر جمعیت دارد و ۲۸۴ متر بالاتر از سطح دریا واقع شده‌است.